# Annemarie Zimmermann
Annemarie Zimmermann (n. 10 iunie 1940, Lendersdorf⁠(d), Statul Liber Prusia⁠(d), Germania) este o fostă canotoare germană.

## Palmares

### Proba de 500 m caiac dublu
- Medalie de aur la Jocurile Olimpice de vară din 1964, Tokio
- Medalie de aur la Jocurile Olimpice de vară din 1968, Mexic

### Campioană mondială
- La proba de caiac dublu 500 m, în 1963

### Campioană națională
- La proba de caiac dublu 500 m, în anii 1962, 1963, 1964, 1968 și 1969 împreună cu Roswitha Esser

### Campioană europeană
- În 1963, și medalia de argint și bronz în 1969